# Colobothea musiva
Colobothea musiva là một loài bọ cánh cứng trong họ Cerambycidae.